# シルワノ
シルワノ（古代ギリシア語: Σιλουανός 、英語: Silvanus）は、新約聖書の登場人物。
シルワノはギリシア語のシラスのラテン語形。シラスと同一人物と考えられている。
- 『テサロニケの信徒への手紙一、二』でパウロはシルワノとテモテと共に教会に挨拶を送っている（テサロニケ一1:1、テサロニケ二1:1）。
- 『ペテロの手紙一』は、忠実な兄弟であるシルワノによって書いたと記されている（ペテロ一5:12）。